# 罗瑟·琳唐-奥曼

罗瑟·贝丽尔·琳唐-奥曼，约1916年

罗瑟·贝丽尔·琳唐·琳唐-奥曼（英語：Rotha Beryl Lintorn-Orman，1895年2月7日—1935年3月10日）是英国政坛上首次公开的法西斯主义运动英国法西斯的创始人。

## 早期生活
琳唐-奥曼于1895年出生于英国肯辛顿，出生名为罗瑟·贝丽尔·琳唐-奥曼，是英国埃塞克斯团的一名少校查尔斯·爱德华·奥曼和他的妻子布兰奇·琳唐（英語：Blanch Lintorn, nee Simmons）的女儿。琳唐-奥曼的外祖父是陆军元帅林唐·西蒙斯爵士。奥尔曼家族于1912年采用林唐-奥曼/琳唐-奥曼的姓氏。
罗瑟·琳唐-奥曼和她的朋友内丝塔·莫德是为数不多的参加1909年水晶宫童子军拉力赛的女孩之一，这些女孩都想成为童子军，这导致了女童军的成立。1908年，她们注册成立了一支女童军，以她们的姓名首字母而非名字命名。1911年，琳唐-奥曼被授予首批女童军银鱼奖。
在第一次世界大战中，琳唐-奥曼成为了妇女志愿者预备队和苏格兰妇女医院军团的成员。她因在1917年塞萨洛尼基大火中的贡献而获得勋章，但因疟疾而病残。1918年，她成为英国红十字汽车学校的负责人，在战场上训练司机。

## 法西斯主义
在琳唐-奥曼服役后，她在右翼杂志《爱国者》（英語：The Patriot）上刊登了一则广告以寻求反对共产主义。这一行为导致了1923年英国法西斯（英語：British Fascisti，后来的，简称）的成立，作为对工党日益壮大的回应，而工党的日益壮大正是激烈反共的琳唐-奥曼极度焦虑的根源。她认为工党太倾向于鼓吹她最讨厌的两个理念：阶级斗争和国际主义。
尽管有她母亲布兰奇的资助，但琳唐-奥曼所在的政党仍然举步维艰，因为她更倾向于留在法律范围内，同时她与保守党的边缘势力也保持着联系。琳唐-奥曼本质上是一个保守党人，但受到她强烈的反共主义的意愿，同时因为她对贝尼托·墨索里尼的钦佩，以及她了解的墨索里尼以行动为基础的政治风格，使她很大程度上依附于法西斯主义。BF曾有过多次分裂，例如在1926年大罢工期间由R·B·D·布莱克尼领导的党内温和派叛逃至物资维护组织，或是党内更激进的成员辞职并组建国家法西斯。最终，BF在这些组织出现时失去了大量后来参与帝国法西斯联盟和英国法西斯联盟（英語：British Union of Fascists，即）的成员。琳唐-奥曼不想与BUF有任何关系，因为她认为其领导人奥斯瓦尔德·莫斯利是一个近乎共产主义的人，并且对他以前工党成员的身份感到特别震惊。这种态度得到了回报，奥斯瓦尔德·莫斯利之子尼古拉斯·莫斯利（英語：Nicholas Mosley）声称，有一天，琳唐-奥曼在给自家菜园除草时，萌生了拯救英国脱离共产主义的想法。尽管如此，在1932年，关于两个组织正式合并的提议以微弱优势被否决后，尼尔·弗朗西斯·霍金斯离开了BF并支持BUF，BF失去了大量成员，他们后来大多加入了BUF。

## 最后几年
琳唐-奥曼依赖于酒精和药物，而关于她的私生活的谣言开始损害她的名誉。最终，琳唐-奥曼的母亲在听到关于她酗酒、吸毒和狂欢的耸人听闻的故事后，不再资助她。琳唐-奥曼于1933年患病，并被BF所排挤。当BF的有效控制权移交给D·G·哈奈特夫人时，她试图通过与阿尔斯特忠诚主义者结盟，以此为该组织注入新的活力。
1935年3月10日，琳唐-奥曼于加那利群岛圣布里希达去世，享年40岁。在她去世之时，她的组织已几乎名存实亡。她的遗体被安葬在拉斯帕尔马斯的英国公墓。